# Yusuke Igawa
Yusuke Igawa (井川 祐輔 Igawa Yūsuke?, nacido el 30 de octubre de 1982 en Osaka, Osaka) es un futbolista japonés que se desempeña como defensa.

## Trayectoria

### Clubes
| Club                 | País      | Año         |
| -------------------- | --------- | ----------- |
| Gamba Osaka          | Japón     | 2001 - 2003 |
| Sanfrecce Hiroshima  | Japón     | 2003 - 2004 |
| Nagoya Grampus Eight | Japón     | 2004 - 2005 |
| Kawasaki Frontale    | Japón     | 2006 - 2017 |
| Eastern              | Hong Kong | 2018 -      |

## Estadística de carrera

### J. League
| Club                 | Año   | J. League | J. League | Copa J. League | Copa J. League | Total | Total |
| Club                 | Año   | Part.     | Goles     | Part.          | Goles          | Part. | Goles |
| -------------------- | ----- | --------- | --------- | -------------- | -------------- | ----- | ----- |
| Gamba Osaka          | 2001  | 1         | 0         | 0              | 0              | 1     | 0     |
| Gamba Osaka          | 2002  | 0         | 0         | 0              | 0              | 0     | 0     |
| Gamba Osaka          | 2003  | 0         | 0         | 1              | 0              | 1     | 0     |
| Sanfrecce Hiroshima  | 2003  | 15        | 1         | -              | -              | 15    | 1     |
| Sanfrecce Hiroshima  | 2004  | 6         | 0         | 2              | 0              | 8     | 0     |
| Nagoya Grampus Eight | 2004  | 11        | 0         | 3              | 1              | 14    | 1     |
| Nagoya Grampus Eight | 2005  | 12        | 0         | 4              | 0              | 16    | 0     |
| Kawasaki Frontale    | 2006  | 22        | 0         | 4              | 0              | 26    | 0     |
| Kawasaki Frontale    | 2007  | 19        | 1         | 4              | 0              | 23    | 1     |
| Kawasaki Frontale    | 2008  | 30        | 1         | 3              | 0              | 33    | 1     |
| Kawasaki Frontale    | 2009  | 22        | 0         | 2              | 0              | 24    | 0     |
| Kawasaki Frontale    | 2010  | 21        | 0         | 0              | 0              | 21    | 0     |
| Kawasaki Frontale    | 2011  | 28        | 1         | 2              | 0              | 30    | 1     |
| Kawasaki Frontale    | 2012  | 21        | 0         | 2              | 0              | 23    | 0     |
| Kawasaki Frontale    | 2013  | 14        | 0         | 1              | 0              | 15    | 0     |
| Kawasaki Frontale    | 2014  | 16        | 0         | 1              | 0              | 17    | 0     |
| Kawasaki Frontale    | 2015  | 23        | 0         | 4              | 0              | 27    | 0     |
| Kawasaki Frontale    | 2016  | 13        | 0         | 3              | 0              | 16    | 0     |
| Kawasaki Frontale    | 2017  | 0         | 0         | 0              | 0              | 0     | 0     |
| Total                | Total | 274       | 4         | 36             | 1              | 300   | 5     |

## Palmarés

### Títulos nacionales
| Título    | Club              | País  | Año  |
| --------- | ----------------- | ----- | ---- |
| J1 League | Kawasaki Frontale | Japón | 2017 |